# Livingston (Illinois)
Pour les articles homonymes, voir Livingston.
Livingston est un village du comté de Madison dans l'Illinois, aux États-Unis,. Situé au nord du comté, il est incorporé le  13 mai 1907.

## Démographie
Lors du recensement de 2010, le village comptait une population de 858 habitants. Elle est estimée, en 2016, à 823 habitants.

### Source de la traduction
- (en) Cet article est partiellement ou en totalité issu de l’article de Wikipédia en anglais intitulé « Livingston, Illinois » (voir la liste des auteurs).